# Stirling
Stirling (gael. Sruighlea, wym. [ˈs̪t̪ruʝlə]; scots Stirlin) – miasto w środkowej Szkocji, położone nad rzeką Forth, ośrodek administracyjny jednostki Stirling, historycznie stolica hrabstwa Stirlingshire. 45 000 mieszkańców (2001).

## Historia
- 11 września 1297 bitwa wygrana przez powstańcze siły szkockie.

## Gospodarka
Ośrodek handlu produktami rolnymi, wydobycie węgla kamiennego, produkcja maszyn rolniczych i nawozów sztucznych, przemysł spożywczy, gumowy i włókienniczy. Rozwinięta turystyka.

## Edukacja
W 1967 otwarto uniwersytet, który urósł do rangi jednego z największych ośrodków naukowych Szkocji. 

## Zabytki

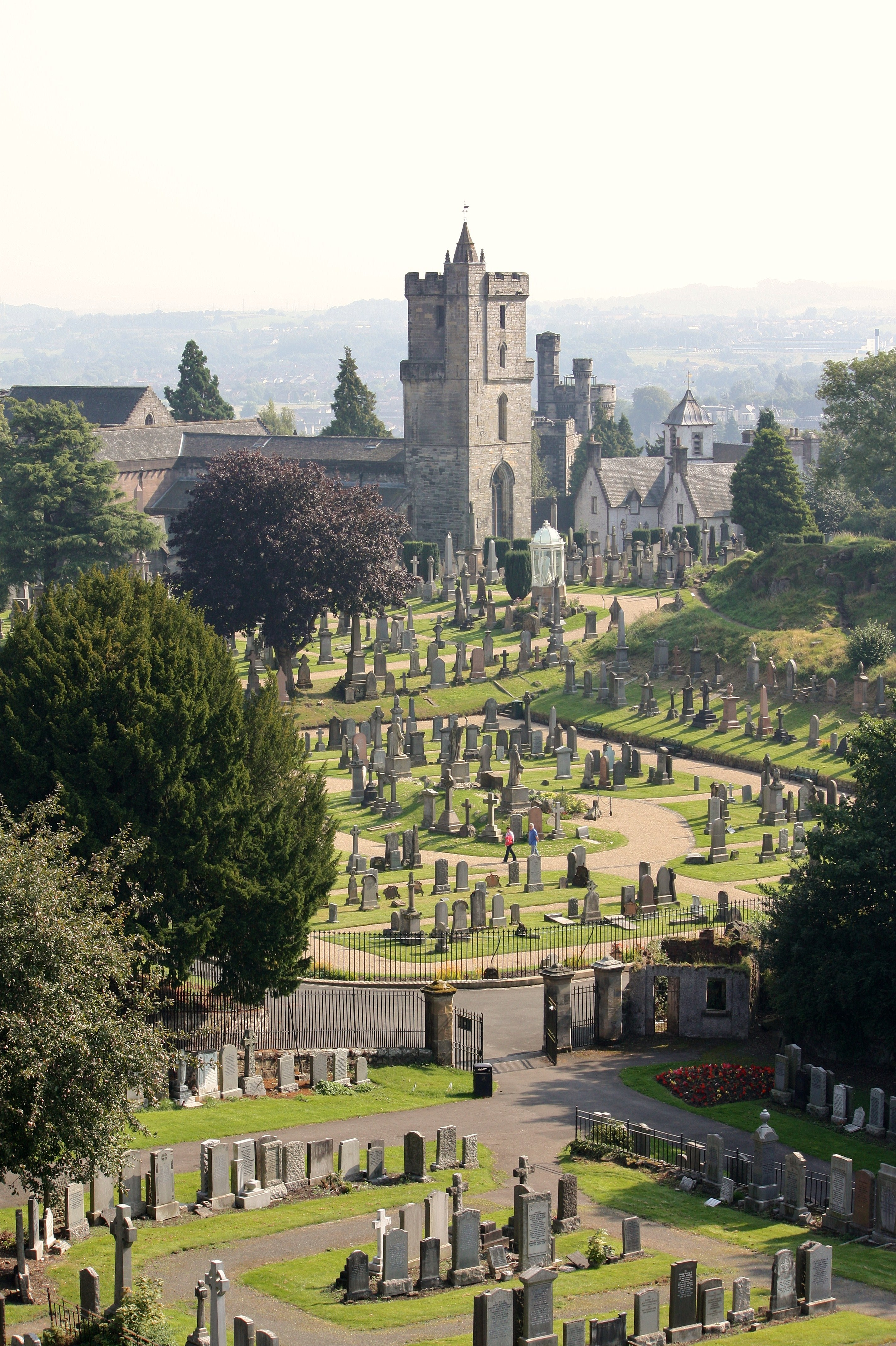
Church of the Holy Rude

- Stirling Castle – renesansowy zamek królów szkockich z końca XV i XVI wieku. Zamek był ulubioną rezydencją Stuartów. W 1543 był miejscem koronacji młodej Marii Stuart, późniejszej królowej Szkocji.
- Wallace Monument - wznoszący się na północno-wschodnim krańcu Abbey Craig jest celem masowych pielgrzymek miłośników Williama Wallace'a.
- najlepiej zachowane mury miejskie w Szkocji[1].
- kościół św. Krzyża (ang. Church of the Holy Rude), miejsce koronacji Jakuba VI w 1567 roku[1].

## Miasta partnerskie
- Wyborg
- Villeneuve-d’Ascq
- Dunedin
- Óbuda
- Summerside
- Keçiören